# John Angelo Hansen
John Angelo Valdemar Østergaard Hansen (født 24. juni 1924 på Frederiksberg, død 12. januar 1990 smst.) var en dansk fodboldspiller, der bl.a. spillede for Boldklubben Frem.
Hansen startede sin karriere i Boldklubben Frem og i 1948 var han med til at vinde bronzemedalje for danmark ved De Olympiske Lege i London. Her gjorde han så god figur, at han i 1949 blev solgt til Juventus FC i Italien. I 1954 skiftede Hansen til SS Lazio, men året efter tog han hjem til Frem.
I sine 6 sæsoner i Juventus spillede John Hansen 187 kampe og scorede 124 mål. Han var derfor længe den udenlandske spiller, der havde scoret flest mål for Juventus, og blev først overhalet af David Trezeguet i 2006. 
Efter sin aktive karriere blev Hansen bl.a. træner for Frem og Danmarks fodboldlandshold (sidstnævnte sammen med Henry From).